# 加藤幹郎
加藤 幹郎（かとう みきろう、1957年1月23日 - 2020年9月26日）は、日本の映画批評家、映画学者。京都大学名誉教授。日本映画学会初代会長（2005年 - 2012年）。

## 経歴
長崎県長崎市生まれ。1981年筑波大学比較文化学類卒業。筑波大学院博士課程文芸・言語研究科単位取得満期退学。英文学者として出発。ジェイムズ・ジョイスに関する論文「Ulyssesの謎--第15挿話"Circe"を中心に」により第9回日本英文学会新人賞受賞。1986年、帝京大学専任講師に着任。
その後、映画研究にシフト。1999年、京都大学より論題「古典的ハリウッド映画の構造と歴史：ジャンルの生成とヘイズ・コード」で、博士（人間・環境学）。
ミシガン大学客員教授、フルブライト客員研究員（カリフォルニア大学バークレー校、カリフォルニア大学ロサンゼルス校、ニューヨーク大学、ハワイ大学マノア校）、京都大学総合人間学部助教授などを経て、2006年より京都大学大学院人間・環境学研究科教授。2015年3月末に京都大学教授を早期退職し、のちに京都大学名誉教授。
日本の映画研究および関連学会のあり方を刷新すべく、2005年、中心となって日本映画学会を設立し、初代会長（2005年 - 2012年）、2012年からは顧問を務めた。
2020年9月26日12時42分、消化管出血のため福岡市の病院で死去。63歳没。死没日をもって、従四位叙位、瑞宝小綬章追贈。

## 著書

### 単著
- 『映画のメロドラマ的想像力』（1988年、フィルムアート社）ISBN 9784845988709
- 『愛と偶然の修辞学』（1990年、勁草書房）ISBN 9784326851072
- 『鏡の迷路 映画分類学序説』（1993年、みすず書房）ISBN 9784622042471
- 『夢の分け前 映画とマルチメディア』（1995年、ジャストシステム）ISBN 9784883091102
- 『映画ジャンル論 ハリウッド的快楽のスタイル』（1996年、平凡社）ISBN 9784582282320
- 『映画 視線のポリティクス 古典的ハリウッド映画の戦い』（1996年、筑摩書房／2025年5月、ちくま学芸文庫）ISBN 9784480512994
- 『映画とは何か』（2001年、みすず書房）ISBN 9784622042648
- 『映画の領分 映像と音響のポイエーシス』（2002年、フィルムアート社）ISBN 9784845902316
- 『「ブレードランナー」論序説 映画学特別講義』（2004年、筑摩書房）ISBN 9784480873156
- 『映画の論理 新しい映画史のために』（2005年、みすず書房）ISBN 9784622071297
- 『ヒッチコック「裏窓」 ミステリの映画学』（2005年、みすず書房）ISBN 9784622083030
- 『映画館と観客の文化史』（2006年、中公新書）ISBN 9784121018540
- 『表象と批評 映画・アニメーション・漫画』（2010年、岩波書店）ISBN 9784000245029
- 『日本映画論 1933-2007 テクストとコンテクスト』（2011年、岩波書店）ISBN 9784000242837
- 『列車映画史特別講義 芸術の条件』（2012年、岩波書店）ISBN 9784000256612
- 『荒木飛呂彦論 マンガ・アート入門』（2014年、ちくま新書）ISBN 9784480067586
- 『映画とは何か 映画学講義』増補改訂版（2015年、文遊社）ISBN 9784892571107
- 『映画ジャンル論 ハリウッド映画史の多様なる芸術主義』増補改訂版（2016年、文遊社）ISBN 978-4892571176

### 編著
- 『時代劇映画とはなにか ニュー・フィルム・スタディーズ』（共編、1997年、人文書院）ISBN 9784409100080
- 『映画学的想像力 シネマ・スタディーズの冒険』（2006年、人文書院）ISBN 9784409100219
- 『アニメーションの映画学』（2009年、臨川書店）ISBN 9784653040248

編集協力
- 『日本映画は生きている』（全8巻編集協力、2010年 - 2011年、岩波書店）ISBN 9784000283915

### 監修
- 「映画学叢書」（全10巻予定、監修、2010年 - 、ミネルヴァ書房）
  - 第1巻 杉野健太郎編『映画とネイション』（2010年）ISBN 9784623059072
  - 第2巻 塚田幸光編『映画の身体論』（2011年）ISBN 9784623059645
  - 第3巻 杉野健太郎編『映画のなかの社会／社会のなかの映画』（2011年）ISBN 9784623061785
  - 第4巻 杉野健太郎編『交錯する映画 アニメ・映画・文学』（2013年）ISBN 9784623064878
  - 第5巻 杉野健太郎編『映画とイデオロギー』（2015年）ISBN 9784623072200
  - 第6巻 塚田幸光編『映画とテクノロジー』（2015年）ISBN 9784623065660
  - 第7巻 塚田幸光編『映画とジェンダー／エスニシティ』（2019年）
  - 第8巻 杉野健太郎編『映画史の論点：映画の〈内〉と〈外〉をめぐって』（2023年） ISBN 9784623095438

### 訳書
- スティーヴン・ヒース『セクシュアリティ 性のテロリズム』（共訳、1988年、勁草書房）ISBN  9784326650897
- コリン・マッケイブ『ジェイムズ・ジョイスと言語革命』（1991年、筑摩書房）ISBN 9784480831095
- タニア・モドゥレスキー『知りすぎた女たち ヒッチコック映画とフェミニズム』（共訳、1992年、青土社）ISBN 9784791752232
- スーザン・レイ編『わたしは邪魔された ニコラス・レイ映画講義録』（共訳、みすず書房、2001年）ISBN 9784622042686

日本版編集委員
- ジャック・サリヴァン編『幻想文学大事典』（1999年、国書刊行会）ISBN 9784336041081

### シンポジウム
- FUTURE CINEMA─来たるべき時代の映像表現に向けて シンポジウム「意識と感覚のプロジェクション─映像表現の諸相」[9]

### 論文
- 「加藤幹郎」の論文検索結果[10]